# Cartagena Histórica
Cartagena Histórica fue una revista de historia local centrada en la ciudad española de Cartagena y su comarca, publicada por el Grupo Editorial Áglaya de forma trimestral hasta 2008 y bimestral posteriormente. Su impulsor fue Ángel Márquez Delgado, quien dirigió la editorial desde su fundación en el año 2000 hasta su fallecimiento en 2012.
La publicación comenzó su andadura en octubre de 2002, tomando el relevo de otros proyectos desaparecidos que se habían realizado por parte del Archivo Municipal de Cartagena como un concurso de publicaciones históricas y que buscaban sacar a la luz la investigación histórica en la Cartagena.
Tres años después de nacer ya contaba con el apoyo de la crítica, que la consideró un referente para las revistas de la misma categoría en España. El éxito de Cartagena Histórica espoleó al sello editorial a aventurarse a exportar la publicación, lo que llevó al nacimiento de Madrid Histórico en 2006, o Murcia Histórica en 2008, e incluso a promover un encuentro cultural que tuvo como tema de debate la Segunda República. La revista, sin embargo, publicó su último número en 2013.
Las principales causas de la notoriedad obtenida por la revista fueron su rigor combinado con su lenguaje distendido, alejado de un excesivo academicismo, además de la buena acogida que tuvo entre los historiadores de la ciudad, que decidieron colaborar en el proyecto desde el principio.
La revista está registrada como ISSN 1696-9901, mientras que los cuadernos monográficos suplementarios aparecen como ISSN 1696-991X.

## Primera etapa (2002-2013)
La primera etapa de la publicación contó con 39 números de la revista, publicados entre octubre de 2002 y enero de 2013, y 36 cuadernos monográficos, publicados entre octubre de 2002 y junio de 2008. El número 38 de la revista se publicó en enero de 2011 y el último y definitivo número 39 se publicó dos años después, en 2013, tras el fallecimiento de su fundador.
El 20 de abril de 2017, el Archivo Municipal de Cartagena anunció la digitalización de todos los números de la primera etapa de la revista, así como de todos los cuadernos monográficos. Desde entonces están incluidos en su web para consulta y descarga gratuita.

### Revistas
El primer ejemplar constaba de 68 páginas y tenía un precio de 4,50 euros. El precio de la publicación se mantuvo inalterado hasta septiembre de 2008, fecha en que aumentó hasta los 6,00 euros.
El último ejemplar constaba de 80 páginas, tenía un precio de 6,00 euros e incluía en la portada las palabras "Nueva Era" junto al número de ejemplar. Destaca entre su contenido un primer artículo firmado por Luis Miguel Pérez Adán y Francisco José Franco Fernández y dedicado a la memoria de Ángel Márquez Delgado, fundador de la revista. En él también se anunciaba la intención de "dar un nuevo aire a la revista" y se adelantaban algunos artículos previstos para los siguientes números de la revista:
- Un día en la mina. La Unión en el recuerdo.
- La Segunda República en el campo de Cartagena. Lucha de clases y conflicto rural.
- Y sopló como un ciclón. Participación de los movimientos eclesiales en la transición democrática española en Cartagena (1968-1978).
- Siete artistas cartageneros rescatados del olvido. Los escultores Salvador Requena, José Lizana, Emilio Reyes, Ricardo Rodríguez, César Alcaraz, Juan González Alias y Antonio Velázquez.

El plan de publicación inicial de la revista era trimestral con salidas en septiembre, diciembre, marzo y junio, tal y como se anunciaba en las últimas páginas del primer ejemplar. Sin embargo, la periodicidad se amplió a bimestral en junio de 2008.

### Revistas publicadas
| Número | Fecha de publicación | Precio (euros) |
| ------ | -------------------- | -------------- |
| 1      | octubre de 2002      | 4,50           |
| 2      | enero de 2003        | 4,50           |
| 3      | abril de 2003        | 4,50           |
| 4      | julio de 2003        | 4,50           |
| 5      | octubre de 2003      | 4,50           |
| 6      | enero de 2004        | 4,50           |
| 7      | abril de 2004        | 4,50           |
| 8      | septiembre de 2004   | 4,50           |
| 9      | octubre de 2004      | 4,50           |
| 10     | enero de 2005        | 4,50           |
| 11     | abril de 2005        | 4,50           |
| 12     | julio de 2005        | 4,50           |
| 13     | octubre de 2005      | 4,50           |
| 14     | enero de 2006        | 4,50           |
| 15     | abril de 2006        | 4,50           |
| 16     | julio de 2006        | 4,50           |
| 17     | octubre de 2006      | 4,50           |
| 18     | enero de 2007        | 4,50           |
| 19     | abril de 2007        | 4,50           |
| 20     | julio de 2007        | 4,50           |
| 21     | octubre de 2007      | 4,50           |
| 22     | enero de 2008        | 4,50           |
| 23     | abril de 2008        | 4,50           |
| 24     | julio de 2008        | 4,50           |
| 25     | septiembre de 2008   | 6,00           |
| 26     | noviembre de 2008    | 6,00           |
| 27     | enero de 2009        | 6,00           |
| 28     | marzo de 2009        | 6,00           |
| 29     | mayo de 2009         | 6,00           |
| 30     | julio de 2009        | 6,00           |
| 31     | octubre de 2009      | 6,00           |
| 32     | noviembre de 2009    | 6,00           |
| 33     | enero de 2010        | 6,00           |
| 34     | marzo de 2010        | 6,00           |
| 35     | mayo de 2010         | 6,00           |
| 36     | septiembre de 2010   | 6,00           |
| 37     | noviembre de 2010    | 6,00           |
| 38     | enero de 2011        | 6,00           |
| 39     | enero de 2013        | 6,00           |

### Cuadernos monográficos
Los cuadernos monográficos se anunciaban en el primer ejemplar de la revista como publicaciones complementarias a las revistas, con periodicidad mensual exceptuando los meses de publicación de la revista, así como los meses de julio y agosto.
El primer ejemplar constaba de 23 páginas y tenía un precio de 2,50 euros.
El último ejemplar constaba de 44 páginas y mantenía el precio original de 2,50 euros. En él se anunciaba la desaparición de la serie de cuadernos monográficos, así como cambios en la periodicidad de la revista que pasaba de trimestral a bimestral.

### Cuadernos monográficos publicados
| Número | Fecha de publicación | Cuaderno monográfico | Precio (euros) |
| ------ | -------------------- | --- | -------------- |
| 1      | octubre de 2002      | Muerte en la Marina 14-15 de agosto de 1936, Los sucesos del Río Sil y del España n.º 3                                 | 2,50           |
| 2      | diciembre de 2002    | El Bombardeo de Cartagena por la artillería del Gobierno Centralista 1873-1874                                          | 2,50           |
| 3      | febrero de 2003      | El Artillado del frente marítimo de la Base Naval de Cartagena como consecuencia de la amenaza de los Buques acorazados | 2,50           |
| 4      | marzo de 2003        | El Jaime, historia de un Acorazado                                                                                      | 2,50           |
| 5      | mayo de 2003         | Las visitas de Franco a Cartagena                                                                                       | 2,50           |
| 6      | junio de 2003        | Compañero Ruso | 2,50           |
| 7      | noviembre de 2003    | Cartagena y el buceo | 2,50           |
| 8      | diciembre de 2003    | La Memoria y la Poesía de Antonio Oliver Belmás                                                                         | 2,50           |
| 9      | febrero de 2004      | Un cartagenero universal Isidoro Patricio Máiquez Rabay                                                                 | 2,50           |
| 10     | marzo de 2004        | Sublevación y contrasublevación en Cartagena. Los acontecimientos del 17 al 20 de julio de 1936                         | 2,50           |
| 11     | mayo de 2004         | Procedimiento sumarísimo ordinario a Carmen Conde Abellán por auxilio a la rebelión                                     | 2,50           |
| 12     | junio de 2004        | La escuela naval popular de Cartagena 1938-1939 un intento frustrado                                                    | 2,50           |
| 13     | noviembre de 2004    | El combate naval de Portman y la retirada de la flota del almirante Lobo 11-13 de octubre de 1873                       | 2,50           |
| 14     | diciembre de 2004    | La Guerra de la Independencia en Cartagena (1808-1814)                                                                  | 2,50           |
| 15     | febrero de 2005      | El Crucero Libertad | 2,50           |
| 16     | marzo de 2005        | El cónsul Fricke y los intereses del III Reich en Cartagena                                                             | 2,50           |
| 17     | mayo de 2005         | La reincorporación de Cartagena a la Corona de Castilla en 1503                                                         | 2,50           |
| 18     | junio de 2005        | El naufragio del Sirio                                                                                                  | 2,50           |
| 19     | noviembre de 2005    | El Bienio progresista en Cartagena (1854-1856)                                                                          | 2,50           |
| 20     | noviembre de 2005    | Navío y mercancías en la Cartagena de Felipe III (1598-1621)                                                            | 2,50           |
| 21     | febrero de 2006      | Tras la huellas medievales de Cartagena                                                                                 | 2,50           |
| 22     | marzo de 2006        | La II República, 75 años después. I Antecedentes                                                                        | 2,50           |
| 23     | mayo de 2006         | La II República, 75 años después. II La Segunda República                                                               | 2,50           |
| 24     | junio de 2006        | Vida y Tragedia de los últimos Acorazados Españoles                                                                     | 2,50           |
| 25     | noviembre de 2006    | Rescate de cautivos cristianos en Argel desde el puerto de Cartagena                                                    | 2,50           |
| 26     | diciembre de 2006    | La sublevación cantonal de Cartagena en el diario Times de Londres                                                      | 2,50           |
| 27     | febrero de 2007      | El cine en Cartagena bajo el franquismo (1939-1956)                                                                     | 2,50           |
| 28     | marzo de 2007        | El mundo de Carmen Conde                                                                                                | 2,50           |
| 29     | mayo de 2007         | La Cartagena Islámica. Últimas aportaciones                                                                             | 2,50           |
| 30     | junio de 2007        | Barilla, Sosa y Esparto, tres productos estelares de la economía cartagenera del Antiguo Régimen                        | 2,50           |
| 31     | noviembre de 2007    | Alcaldes republicanos de Cartagena, Miguel Céspedes                                                                     | 2,50           |
| 32     | diciembre de 2007    | El sindicato vertical del franquismo: características generales y aspectos regionales                                   | 2,50           |
| 33     | febrero de 2007      | El levantamiento progresista de 1844 en Cartagena                                                                       | 2,50           |
| 34     | marzo de 2008        | Cartagena 1939-1944. Falangistas, republicanos y espías                                                                 | 2,50           |
| 35     | marzo de 2008        | La sociedad cartagenera ante el boom de los inicio de la minera                                                         | 2,50           |
| 36     | junio de 2008        | Muerte en la Marina II                                                                                                  | 2,50           |

## Segunda etapa (2017-actualidad)
El 20 de abril de 2017, el Archivo Municipal de Cartagena anunció una segunda etapa de la revista, esta vez en formato digital y gratuita. Tal y como se anunció, la edición corre a cargo del Archivo Municipal de Cartagena, mientras que el diseño y la maquetación son obra del CPD del Ayuntamiento de Cartagena.
Los miembros del consejo editorial para esta nueva etapa son:
- Cayetano Tornel Cobacho (Archivo Municipal de Cartagena)
- Antonio Pedreño Vidal (Archivo Municipal de Cartagena)
- Luis Miguel Pérez Adán (Archivo Municipal de Cartagena y Cronista Oficial de Cartagena)
- Francisco José Franco Fernández (Cronista Oficial de Cartagena)
- José Sánchez Conesa (Cronista Oficial de Cartagena)
- Juan Ignacio Ferrández García (Cronista Oficial de Cartagena)
- Eva Márquez Zayas (Editorial Áglaya)